# Libro de Nahum
El libro de Nahúm pertenece a los libros de los profetas menores del Antiguo Testamento (la Biblia). 
Nahúm profetizó hacia el año 626 a. C. Los asirios iban perdiendo su dominio sobre los pueblos que esclavizaban y que los odiaban profundamente. Uno de estos pueblos eran los judíos. Los poemas de Nahúm reflejan el corazón de un patriota que cree que Dios gobierna la historia de los pueblos, se preocupa que se le reconozca solo a Él como Dios en todo lo que sucede en la naturaleza y en su fidelidad a su pueblo.

## Autor y fecha
El Libro de Nahúm profetiza la inminente desaparición del Imperio asirio y la destrucción de Nínive su capital. Aunque es imposible ser preciso en cuanto a la fecha exacta de la composición del libro, el término a que puede ser fijado en 663 a. C., mientras que el término parece ser 612 a. C. La caída de Tebas en el 663 a. C. se considera como un evento pasado reciente (3:8-10), mientras que la caída de Nínive en el 612 a. C. y el extremo final del Imperio en el 609 a. C. parecen ser o representar eventos futuros.
Que el libro de Nahúm esté exactamente comprendido entre el 663-612 a. C. es algo que aún se debate. Sin embargo, varios factores pueden contribuir a aclarar los hechos. En primer lugar, Nahúm anunció que nunca más sería subyugado por Asiria (1:12) ni invadir Judá (1:15 [2:1]). Así que probablemente pronunció sus oráculos después de 640 a. C., la fecha de la última campaña asiria conocida en la zona occidental; cuando el asirio Asurbanipal temporalmente reafirmó la soberanía sobre Judá y otras como Siria-Palestina vasallos. En segundo lugar, Nahúm presenta a Asiria como un fuerte tirano imperialista que aplastaba a sus enemigos y opresores en homenaje de la extracción de sus vasallos (1:12, 2:13, 3:1). Esto probablemente refleja la situación antes de la meteórica caída de Asiria, después de la muerte de Asurbanipal en 627 a. C.

## Bosquejo
La Biblia de Jerusalén divide la obra en dos grandes partes a saber: preludio de la obra y el dedicado a la ruina de Nínive con un versículo introductorio que habla en torno al autor del libro, la versión antes citada lo divide de la siguiente manera:
1. Referencias al contenido del libro, el autor y su ciudad de origen (Na. 1,1)

2. Preludio ( Del Cap. 1,2 hasta cap. 2,3)

2.1. Salmo, la ira de Yahvé (1,2-8)

2.2. Sentencias proféticas a Judá y Nínive (1,9 -2,3)

3. Ruina de Nínive (del Cap. 2,4 hasta Cap. 3,19)

3.1 El asalto (2, 4-11)

3.2 Amenazas al León de Asur (2, 12-14)

3.3 Amenazas a Nínive por sus crímenes (3, 1-7)

3.4 El ejemplo de Tebas (3, 8-11)

3.5 Inutilidad de los preparativos de Nínive (3, 12-15a)

3.6 El vuelo de las langostas (3, 15b-17b)

3.7 Lamentación fúnebre (3, 17b-19)

## Propósito
El objetivo de la profecía de Nahúm era anunciar el juicio sobre Nínive. Jonás ya había profetizado acerca de Nínive, pero él había vivido 150 años antes que Nahúm. En el libro de Jonás, la gracia de Dios triunfa, mientras que en el de Nahúm solo se anuncia la justa ira de Dios y la inevitable destrucción de esta ciudad impía. La visión de Nahúm está enfocada sobre este enemigo del pueblo de Dios; es muy sorprendente que no se mencione nada acerca de los pecados de Israel y de Judá. Efectivamente, al tiempo que es anunciada la santa y justa ira de Dios contra los enemigos, el pueblo de Dios recibe palabras reconfortantes (1:12-15). En el capítulo 1 (el cual es similar a un salmo), vemos a Dios celoso y vengador en toda su majestad. Los dos capítulos siguientes profetizan con exactitud la caída y destrucción de Nínive. Nahúm profetiza la destrucción de Nínive, que simboliza la liberación de todas las esclavitudes.
- Datos: Q179755
- Multimedia: Book of Nahum / Q179755